# Franz Werfel
Franz Werfel (Praga, 10 settembre 1890 – Los Angeles, 26 agosto 1945) è stato uno scrittore e drammaturgo austriaco, di origine ebraica.

## Biografia
Appartenente alla corrente espressionistica fin dagli anni immediatamente antecedenti la prima guerra mondiale, esordì con dei volumi di liriche, L'amico del mondo del 1911 e Noi siamo del 1913. Allo scoppio del conflitto mondiale, nonostante la sua indole votata al pacifismo, si arruolò nell'esercito austriaco per combattere sul fronte russo e servire in mansioni di ufficio stampa. Successivamente, terminata la guerra, si trasferì a Vienna e quindi, con l'Anschluss, in Francia. All'inizio della seconda guerra mondiale, nel timore di una espansione del nazismo, scelse di trasferirsi definitivamente negli Stati Uniti, dove visse fino alla morte.
Contemporaneo e collega di altri intellettuali ebrei e autori, come Franz Kafka, Max Brod e Martin Buber, si sposò nel 1929 con Alma Schindler, vedova del compositore Gustav Mahler, che per lui divorziò dall'architetto Walter Gropius. La fama letteraria gli venne nel 1933 con la pubblicazione de I quaranta giorni del Mussa Dagh, vero e proprio racconto epico della resistenza armena e del genocidio di quel popolo ad opera dei Turchi.
Fra le opere di Werfel - letterato attratto in particolare dal teatro - si ricordano: oltre ai romanzi Il colpevole non è l'assassino, ma la vittima (1920), I quaranta giorni del Mussa Dagh (1933), Nel crepuscolo di un mondo (1937), Il canto di Bernadette (1941), romanzo sulla santa di Lourdes nella quale lo scrittore manifesta le sue simpatie verso il cattolicesimo, e Una scrittura femminile azzurro pallido (1941); i drammi storici Juarez e Massimiliano (del 1924) e Jacobowsky und der Oberst, quest'ultimo scritto poco prima della morte.
Il cineasta Henry King trasse nel 1943 dal suo romanzo Il canto di Bernadette il film Bernadette, di grande impatto emotivo e successo popolare. Dal dramma Jacobowsky und der Oberst fu tratto il film Io e il colonnello (Me and the Colonel, 1958), diretto da Peter Glenville; dal dramma Juarez e Massimiliano, il film Il conquistatore del Messico (Juarez) del 1939, diretto da William Dieterle.

## Opere

### Romanzi
- Verdi. Roman der Oper, 1924
  - Verdi. Il romanzo dell'Opera, trad. parziale di Willy Dias, Milano, Fratelli Treves, 1929
  - Verdi. Il romanzo dell'Opera, trad. [integrale] di Willy Dias riveduta e ampliata da Ulla Casalini, Milano, La Nuova Italia, 1989; Milano, Corbaccio, 2001.
- Anniversario dell'esame di maturità  (titolo orig.: Anniversario della licenza liceale. Storia di una colpa giovanile, Der Abituriententag. Die Geschichte einer Jugendschuld, 1928), Mondadori, 1937; Guanda, 1988-2017.
- Barbara [ovvero la devozione] (Barbara oder die Frömmigkeit, 1929), trad. Ervino Pocar, Milano, Mondadori, 1952, Milano, Corbaccio, 2000
- I Pascarella (altro titolo: Tramonto di una famiglia) (Die Geschwister von Neapel, 1931), trad. Maria Ettlinger Fano, Varese, Corticelli, 1933, Fratelli napoletani, trad. Claudio Salone, Torino, Robin, 2023
- I quaranta giorni del Mussa Dagh (Die vierzig Tage des Musa Dagh, 1933, 2 voll.) [romanzo storico], Milano, Mondadori, 1935, Milano, Corbaccio, 1997
- Ascoltate la voce. [Dio costruisce, quando distrugge] (Höret die Stimme. Jeremias, 1937; 1956), trad. Cristina Baseggio, Milano, Mondadori, 1947 [romanzo storico], Napoli, Chirico, 2001
- Un posto in Paradiso (titolo orig.: Il Paradiso sottratto. Storia di una domestica, Der veruntreute Himmel. Die Geschichte einer Magd, 1939; titolato originariamente: Der gestohlene Himmel), trad. Giuseppe Bianchetti, Milano, Mondadori, 1959; Il cielo rubato, Casale Monferrato, Piemme, 1993
- Il canto di Bernadette[2] o Bernadette (Das Lied von Bernadette, 1941), trad. Remo Costanzi, Milano, Mondadori, 1946; Gallucci, 2011. [L'opera fu trasposta nel film Bernadette, del 1943]
- Stern der Ungeborenen, 1946 [inconcluso per la morte dell'Autore nel 1945, fu pubblicato postumo]
  - Il pianeta dei nascituri. Romanzo di viaggio, trad. Mario Merlini, Milano, Mondadori, 1949
  - La stella degli uomini futuri. Romanzo di viaggio, trad. Mario Merlini, Roma, Castelvecchi, 2015

### Racconti e novelle
- La Messa nera (Die schwarze Messe, 1918) [frammento di romanzo, incompiuto], Parma, Guanda, 1995
- Il colpevole non è l'assassino ma la vittima (Nicht der Mörder, der Ermordete ist schuldig, 1920), Parma, Guanda, 1993, Milano, TEA, 1996
- La morte del piccolo borghese (Der Tod des Kleinbürgers, 1927), trad. Santino Caramella, Milano, Sperling & Kupfer, 1937; Morte di un piccolo borghese, Milano, Anabasi, 1994, Bagno a Ripoli, Passigli, c2008, Massa, Edizioni clandestine, 2019
- Il segreto di un uomo (Geheimnis eines Menschen, 1927), Pordenone, Studio Tesi, 1985, [contiene: Il segreto di Saverio, Straniamento], Bagno a Ripoli, Passigli, 2019
- Piccoli amori (Kleine Verhältnisse, 1931), Parma, Guanda, 1993, Milano, TEA, 1997
- Nella casa della gioia (ma titolo orig. opposto: La casa di lutto o La casa del dolore, Das Trauerhaus, 1926, poi in: Novellen deutscher Dichter der Gegenwart, Hrsg. Hermann Kesten. Allert de Lange, 1933, Amsterdam; Piper, München 1957), Parma, Guanda, 1993, Milano, TEA, 1997
- Weißenstein, der Weltverbesserer, 1939
- Die arge Legende vom gerissenen Galgenstrick, 1939 [film nel 1977]
- Una scrittura femminile azzurro pallido (Eine blaßblaue Frauenschrift, Buenos Aires, 1941; S. Fischer, Frankfurt 1955; Taschenbuch, 1990), trad. Renata Colorni, Milano, Adelphi, 1991. [film con Axel Corti, 1984], Milano, Garzanti, 2016
- Géza de Varsany, 1943
- Cecilia o i vincitori: tentativo di romanzo (Cella, oder Die Uberwinder: versuch eines Romans, 1938) [frammento di romanzo, incompiuto], Firenze, Giuntina, 1985
- Nel crepuscolo di un mondo, trad. Cristina Baseggio, Milano, Mondadori, 1937, 1980 [contiene: Prologo: L’Impero austriaco (saggio); Piccola vita e piccoli amori; Anniversario dell’esame di maturità; La casa di lutto];
- Un mondo al crepuscolo, [contiene: Il segreto di Saverio, Straniamento, Scala d'albergo], Parma, Guanda, 1994, Milano, TEA, 1996
- Alla fine dell'impero, [contiene: L'impero austriaco, Lutto nella casa di piacere, Cabrinovic, Scala d'albergo] Bagno a Ripoli, Passigli, 2021
- Il parco giochi e altri racconti inediti, Bagno a Ripoli, Passigli, 2022

### Teatro
- La visita dai Campi Elisi (Der Besuch aus dem Elysium), 1911 [pièce in un atto]
- La tentazione (Die Versuchung), 1912
- Le Troiane di Euripide (Die Troerinnen des Euripides), 1914 [libero adattamento]
- La Dea Meridiana (Mittagsgöttin), 1919 [farsa magica]
- Uomo specchio (Spiegelmensch), 1920 [trilogia magica] su invito di Max Reinhardt, prima rappresentazione: Aprile 1920 a Berlino
- Canto del capro (Bocksgesang), 1921 [tragedia in 5 atti]
- Schweiger, 1922 [tragedia]
- Juarez e Massimiliano. Storia drammatica, 1925 (Juarez und Maximilian. Dramatische Historien) [dramma storico da cui fu tratto il film Il conquistatore del Messico (Juarez, 1939)]
- Paolo tra gli Ebrei. Leggenda drammatica, 1926 (Paulus unter den Juden. Dramatische Legende) [dramma storico-religioso]
- Il Regno di Dio in Boemia. Tragedia di un condottiero (Das Reich Gottes in Böhmen. Tragödie eines Führers), 1930 [tragedia storica]
- La via della promessa (Der Weg der Verheißung. Bibelspiel), 1936 (sonorizzazione: Kurt Weill: The Eternal Road, 1937)
- In una notte (In einer Nacht), 1937
- Jacobowsky e il maggiore. Commedia su una tragedia in tre atti (Jacobowsky und der Oberst. Komödie einer Tragödie in drei Akten), 1944 [dall'opera fu tratto il film Io e il colonnello (1958)]

### Poesia
- L'amico del mondo (Der Weltfreund), 1911 [liriche espressioniste]
- Der rechte Weg, 1911
- Noi siamo (Wir sind), 1913
- L'un l'altro (Einander – Oden, Lieder, Gestalten), 1915
- Gesänge aus den drei Reichen, 1917 (ausgew. Ged.)
- Il giorno del Giudizio (Der Gerichtstag), 1919
- Evocazioni (Beschwörungen), 1923
- Neue Gedichte, 1928
- Der gute Mensch